# 霍爾斯科納 (新澤西州)
霍爾斯科納（英語：Halls Corner）是位於美國新澤西州米德爾塞克斯縣的非建制地區。

## 地理
霍爾斯科納所處的海拔為高於海平面34米（即112英呎），而該地所採用的時區為UTC-5，即北美东部时区（EST）。同時該地設有夏令時間，為UTC-5調快一小時，即UTC-4（EDT）。